# Communauté de communes des Baïses
La communauté de communes des Baïses est une ancienne communauté de communes française, située dans le département des Hautes-Pyrénées et la région Midi-Pyrénées. 

## Historique
Créée le 24 décembre 2001 elle fusionne le 1er janvier 2014 avec la communauté de communes du Plateau de Lannemezan pour devenir la communauté de communes du Plateau de Lannemezan et des Baïses.

### Communes adhérentes
| Nom             | Code Insee | Gentilé       | Superficie (km2) | Population (dernière pop. légale) | Densité (hab./km2) |
| --------------- | ---------- | ------------- | ---------------- | --------------------------------- | ------------------ |
| Galan (siège)   | 65183      | Galanais      | 14,05            | 735 (2014)                        | 52                 |
| Bonrepos        | 65097      |               | 8,80             | 186 (2014)                        | 21                 |
| Castelbajac     | 65128      |               | 8,20             | 128 (2014)                        | 16                 |
| Galez           | 65184      |               | 7,29             | 189 (2014)                        | 26                 |
| Houeydets       | 65224      | Houeydetsois  | 7,53             | 239 (2014)                        | 32                 |
| Libaros         | 65274      | Libarosais    | 9,08             | 139 (2014)                        | 15                 |
| Montastruc      | 65318      |               | 12,34            | 252 (2014)                        | 20                 |
| Recurt          | 65376      |               | 13,43            | 186 (2014)                        | 14                 |
| Sabarros        | 65381      | Sabarrossiens | 3,67             | 32 (2014)                         | 8,7                |
| Sentous         | 65419      |               | 7,30             | 66 (2014)                         | 9                  |
| Tournous-Devant | 65449      |               | 4,67             | 115 (2014)                        | 25                 |